# Villa Bruzual
Villa Bruzual es una población de los llanos venezolanos, capital del municipio Turén y cuarta aglomeración en importancia dentro del estado Portuguesa. 

## Historia
Fue fundada en 1797 por Fray Juan de Alhama. Su actividad económica está orientada en gran medida a la agricultura.
El 29 de septiembre de 1952, durante la dictadura de Marcos Pérez Jiménez, la Guardia Nacional perpetró en la localidad la masacre de Turén como represalia a un levantamiento campesino, donde mataron a más de cien personas.